# 赛义卜·埃雷卡特
赛义卜·穆罕默德·萨利赫·埃雷卡特（阿拉伯语：‎，羅馬化：Ṣāʾib ʿUraiqāt；1955年4月28日—2020年11月10日），巴勒斯坦政治人物、外交官，曾任巴勒斯坦解放組織执行委员会秘书长。

## 生平
1955年生于约旦吞併下的約旦河西岸阿布迪斯。1967年，以色列在六日戰爭從約旦手上奪取約旦河西岸时，他只有12岁。1972年赴美国旧金山求学。他首先在旧金山城市大学两年制社区学院度过了两年，然后转入旧金山州立大学。1977年获得国际关系学士学位，1979年获政治学硕士学位。1983年在布拉德福德大学获得和平与冲突研究博士学位。之后，他回到西岸的納布盧斯，在纳贾赫国立大学讲授政治学。
1991年，他被任命为出席马德里中东和平会议的巴勒斯坦代表团副团长。1994年3月至2003年3月，他担任巴勒斯坦民族权力机构地方政府和城乡事务部长。2003年3月后，担任谈判事务部长，巴以和谈巴方首席谈判代表。2015年，就任巴勒斯坦解放组织执行委员会秘书长。
2012年5月8日，他在拉姆安拉因心脏病发作而住院治疗。2017年10月，他在美国接受了肺移植手术。
2020年10月9日，他证实自己2019冠状病毒检测结果呈阳性，随后被送往以色列的一家医院接受治疗。10月18日，他被轉送至耶路撒冷的哈达萨医疗中心，情況危急。11月10日，在哈达萨医疗中心逝世，終年65歲。